# Helmut Newton

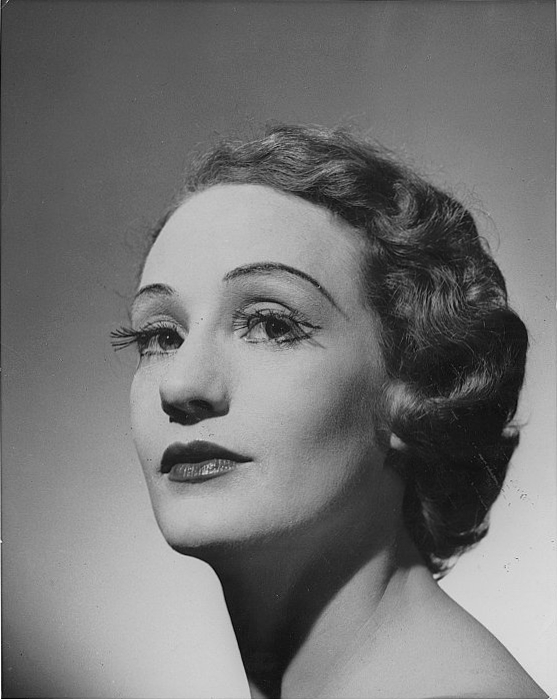
Retrat de Laurel Martyn, fet per Helmut Newton.

Helmut Newton —Helmut Neustädter— (31 d'octubre de 1920 - 23 de gener de 2004) va ser un fotògraf australià d'origen alemany que es considera un dels més importants del segle XX. Creador d'un nou estil propi en les seves fotografies, que estan plenes de glamur i seducció, on predominen els nus femenins i els talons d'agulla.

## Biografia
D'origen asquenazita, va néixer a Berlín, l'any 1920. Va comprar la seva primera càmera el 1932 amb els seus estalvis, a l'edat de 12 anys: era una Agfa Tengor Box. La càmera venia amb rodet. Les seves primeres fotos van ser en el metro, i totes les fotos es van velar, a excepció d'una. El 1938, just quan va començar la persecució contra els jueus, va abandonar Alemanya cap a Singapur amb dues càmeres, una Kodak i una Rolleicord. A la seva arribada a Singapur, la comissió encarregada de rebre els refugiats li va aconseguir un treball com a fotògraf en un dels diaris més importants de Singapur, el Straits Times. És aquí on va començar la seva carrera fotogràfica.
El seu treball consistia a fer fotos per a la secció de societat; l'estil de les fotografies de Helmut Newton no agradava al periòdic, i va ser acomiadat al poc temps.
Helmut Newton no gaudia del suport del seu pare. Si no hagués hagut de fugir a Singapur, el seu pare hauria insistit que ell treballés a la seva fàbrica de botons.
De Singapur va ser deportat a Austràlia. I en ser alemany, va estar un període en un camp d'internament. Posteriorment va ser allistat per l'Exèrcit australià fins al final de la II Guerra Mundial. Després d'abandonar l'Exèrcit, va canviar el seu cognom Neustädter per Newton.
Després de la guerra, va obrir el seu propi estudi de fotografia a Melbourne i va continuar amb el seu treball. És per aquesta època quan va conèixer a qui més tard seria la seva dona, June Browne. Més tard, per completar la seva formació en el camp de la moda, va marxar a Londres per dos anys. Deixant enrere la seva etapa a Londres, va viatjar a París per treballar en revistes especialitzades de moda com Vogue o Elle.
Després de tant viatjar, és a París on va fixar la seva residència habitual. Allà, la seva carrera com a fotògraf de moda comença a tenir reconeixement mundial, va esdevenir un dels de més èxit. Els darrers anys de Newton van transcórrer entre les ciutats de Nova York i Montecarlo.
El treball de Newton té un estil propi que fa que hom reconegui la seva obra. Les seves imatges estan plenes de glamur, seducció i elegància, i han estat portada de les més prestigioses revistes. Són famoses les seves fotos de belles dones en ambients luxosos, a on algunes d'elles han esdevingut una imatge icònica del segle xx.
Newton va ser un enamorat de la bellesa, que gairebé obsessivament aconseguia captar amb la seva càmera.
Per conèixer part de les seves obres, i altres objectes personals, com ara: càmeres, borses de material, i articles usats per a fotografiar, es pot visitar la Fundació Helmut Newton, Museum für Fotografie, Jebensstrasse, Berlín.
El 23 de gener de 2004, Helmut Newton va morir en un accident de trànsit a Los Angeles. A més del seu enorme llegat fotogràfic, ens ha deixat la seva autobiografia, que s'ha publicat recentment en castellà (Helmut Newton, autobiografia, ISBN 84-933036-3-1).

Del 24 de març de 2012 al 17 de juny de 2012, el Grand Palais de París va acollir la primera exposició retrospectiva de Helmut Newton. Es van exposar 200 fotografies seleccionades per la seva dona, June Newton. A més de les fotografies, es va projectar un fragment d'un documental gravat per June; en ell, June contesta, com segueix, a la pregunta de si alguna vegada havia estat gelosa del treball del seu marit:
| «             | "Tant sols em vaig amoinar una vegada, quan va començar a fer fotografies de flors, en concret de flors mortes." | » |
| — Jude Newton | |   |

En aquest mateix video, Helmut Newton explica el que és per a ell una bona fotografia de moda:
| «               | "Una bona fotografia de moda ha de semblar quansevol cosa menys una fotografia de moda: un retrat, una foto record, una de paparazzi..." | » |
| — Helmut Newton | |   |